# Конституция Республики Тыва
Конституция (Основной закон) Республики Тыва (тув. Тыва Республиканың (Үндезин хоойлузу) Конституциязы) — основной закон Республики Тыва в составе Российской Федерации.
Принята 6 мая 2001 года. С изменениями от 24 июня 2003 года, 28 декабря 2005 года и 11 апреля 2010 года.
Это действующая, восьмая по счёту Конституция Республики Тыва, первая из которых была принята 15 августа 1921 года на Всетувинском учредительном Хурале при провозглашении Тувинской Народной Республики.

## Структура
Состоит из:
- преамбулы « Мы, многонациональный народ Республики Тыва,
  - выражая свои интересы и волю,
  - опираясь на исторические традиции и нравственные принципы предков, передавших нам веру в добро и справедливость, учитывая своеобразие Республики Тыва и её правовой статус,
  - признавая права и свободы человека высшей ценностью, придерживаясь общепризнанных принципов развития демократического общества,
  - сознавая свою ответственность перед нынешним и будущими поколениями за политическое, социально-экономическое и культурное развитие Республики Тыва,
  - стремясь обеспечить благополучие и процветание народов Республики Тыва,
  - руководствуясь положениями Конституции Российской Федерации,
  - принимаем настоящую Конституцию и провозглашаем её Основным Законом Республики Тыва»
- 2 разделов
- 17 глав
- и 143 статей

## Историческая справка
10 ноября 1978 года вслед за принятием новой конституции РСФСР была принята конституция Тувинской АССР.
Действующая конституция республики была принята на всенародном референдуме в 2001 году взамен конституции Республики Тыва от 21 октября 1993 года, содержавшей разногласия с федеральным законодательством.
Изменения в конституцию республики вносились 2 раза. Последнее касалось порядка избрания главы Республики. Теперь его избирают граждане на всенародных выборах.
11 апреля 2010 года состоялся референдум по изменениям в конституцию региона. Явка составила около 70 %. Согласно референдуму вводится должность президента. Создаётся однопалатный парламент.